# Janerik Bywall
Janerik Bywall, född 20 maj 1932 i Borlänge, är en svensk arkitekt.
Efter studentexamen i Borlänge 1954 utexaminerades Bywall från Kungliga Tekniska högskolan 1962. Han var anställd hos Gösta Åbergh i Stockholm 1959–1964 och stadsarkitekt i Sandvikens stad/kommun 1964–1995. Han har även bedrivit egen arkitektverksamhet i Sandviken.